# جحجوح
جحجوح هي جماعة قروية مغربية وسط البلاد.تقع جحجوح جنوبي مكناس. تنتمي جحجوح ومركزها سبت جحجوح لإقليم الحاجب، وتضم 7.689 نسمة (حسب الإحصاء الرسمي 2004).